# Niepołokowce
Niepołokowce (ukr. Неполоківці) – osiedle typu miejskiego na Ukrainie w rejonie czerniowieckim obwodu czerniowieckiego.
Znajduje się tu powstała w XIX w. stacja kolejowa Niepołokowce, położona na linii Lwów – Czerniowce. W okresie międzywojennym była ona rumuńską stacją graniczną przed granicą z Polską.

## Historia
Osiedle typu miejskiego od 1968.
W 1989 liczyło 2764 mieszkańców.
W 2013 liczyło 2493 mieszkańców.